# Xã Wayne, Quận Tippecanoe, Indiana
Xã Wayne (tiếng Anh: Wayne Township) là một xã thuộc quận Tippecanoe, tiểu bang Indiana, Hoa Kỳ. Năm 2010, dân số của xã này là 1.580 người.